# Uzurpator
Uzurpator (din latină usurpator prin franceză usurpateur) este o persoană care uzurpă, adică acaparează sau își însușește în mod fraudulos un bun, un drept, o calitate, puterea de stat etc. 
Acțiunea pe care o săvârșește uzurpatorul se numește uzurpare.
Uzurparea moștenirii reprezintă intrarea în stăpânirea moștenirii, în temeiul unei pretinse calități de succesor universal sau cu titlu universal, fiind uzurpator persoana care deține fără titlu bunurile succesorale.

### Citate
- Mircea cel Bătrân a ajuns domn al Țării Românești în 1386 cu marele ajutor al boierilor pământeni care l-au ucis pe fratele său vitreg, Dan I, fostul domnitor susținut de puterea otomană. În lucrarea celui mai important istoric bizantin, Laonic Chalcocondil citim despre un Mircea uzurpator: Pe acest Mircea, născut din neamul străbun al conducătorilor lor, chemându-l, conducător l-au făcut, tăindu-l pe Dan în a cărui putere erau mai înainte lucrurile.[3]

- Succesor al regimului Ceaușescu și uzurpator al Revoluției române, Ion Iliescu a decis că doar pe cale violentă poate să mențină puterea unei nomenclaturi însetată de revanșă. (Vladimir Tismăneanu[4])